# Giurgiu (grad)
Giurgiu (bugarski: Гюргево) je grad u južnoj Rumunjskoj, glavni grad županije Giurgiu.

## Zemljopis
Grad se nalazi u južnom dijelu povijesne pokrajine Vlaške, u okviru Muntenije. Giurgiu se razvio u središnjem dijelu Vlaške nizine, na mjestu gdje se terasa nizine najbliže približava Dunavu, što je ovo mjesto učinilo pogodnim za njegov prelazak.
Značaj grada je velik time što je to najbliža dunavska luka gradu Bukureštu, kao i granično položaj na magistralnom pravcu Bukurešt-Sofija.

## Stanovništvo
Po popisu stanovništva iz 2002. godine grad ima 69.345 stanovnika, dok je prosječna gustoća naseljenosti 5,282 stan/km². Prema vjeroispovijesti većina stanovništva su pravoslavci kojih ima 68.100.
- Rumunji: 66.241
- Romi: 2964
- ostali manje od (1 %)

## Sport
- FC Astra Giurgiu

## Vanjske poveznice
- Službena stranica grada

### Ostali projekti
|  | Zajednički poslužitelj ima još gradiva o temi Giurgiu (grad) |